# أليس هينلي
أليس هينلي (بالإنجليزية: Alice Henley)‏ هي ممثلة بريطانية، ولدت في 28 نوفمبر 1982 في إبسوتش في المملكة المتحدة.

## وصلات خارجية
- الموقع الرسمي
- أليس هينلي على موقع IMDb (الإنجليزية)
- أليس هينلي على موقع ألو سيني (الفرنسية)
- أليس هينلي على موقع أول موفي (الإنجليزية)
- أليس هينلي على موقع قاعدة بيانات الأفلام السويدية (السويدية)
- أليس هينلي على موقع قاعدة بيانات الفيلم (الإنجليزية)
- أليس هينلي على موقع كينوبويسك (الروسية)